# Marmara gulosa
Marmara gulosa is een vlinder uit de familie van de mineermotten (Gracillariidae). De wetenschappelijke naam werd gepubliceerd in 2001 door Guillén en Davis.
De soort komt voor in de Verenigde Staten en is ook op Cuba waargenomen. Hij kan een plaag zijn in de teelt van citrusvruchten omdat de rupsen gangetjes ("mijnen") maken in de schil. De soort gebruikt ook diverse andere planten als waardplant, waaronder wilg, oleander en katoenplant. In sommige waardplanten worden de mijnen niet in de schil van de vrucht gemaakt, maar in de bast van twijgen.